# Daniszewice
Daniszewice [pronunciación en polaco: /daniʂɛˈvit͡sɛ/] es un pueblo ubicado en el distrito administrativo de Gmina Gorzkowice, dentro del condado de Piotrków, Voivodato de Łódź, en el centro de Polonia. Se encuentra a unos 6 kilómetros al este de Gorzkowice, a 19 kilómetros al sur de Piotrków Trybunalski, y a 63 kilómetros al sur de la capital regional Łódź.